# Carsten Borchgrevink
Carsten Eggeberg Borchgrevink (1. prosince 1864 Christiania, Norsko – 21. dubna 1934 Oslo) byl norský přírodovědec a antarktický polárník. Byl prvním člověkem, který 27. ledna 1895 vstoupil na antarktický kontinent. a v zimě roku 1899 - 1900 s 9 druhy u mysu Adare jako první lidé přezimovali v Antarktidě.

## Popis průzkumu v Antarktidě
V roce 1894 se účastnil velrybářské výpravy na lodi Antarktic. 27. ledna 1895 přistáli na pobřeží Antarktidy u mysu Adare v Rossově moři. Jako přírodovědec na pevnině našel mech, čímž dokázal existenci rostlinstva na tomto kontinentě, dosud pokládané za bezvegetační.
V roce 1898 vedl anglickou výpravu na lodi Southern Cross. U pobřeží Antarktidy se nechal vysadit a s částí posádky zde přezimoval. Po celé období prováděl meteorologická pozorování, magnetické měření a zkoumal geologické složení hornin. V roce 1900 plul podél Rossova šelfového ledu a při tom zkoumal pobřeží Viktoriiny země, kde objevil Velrybí zátoku. Odtud podnikl cestu do vnitrozemí, kdy jako první použil psí spřežení, při tom dosáhl až k 78°50´ jižní šířky. Dokázal, že je potřeba zřizovat výzkumné stanice na pevnině, zatímco dřívější výpravy prováděli výzkum jen z lodi.

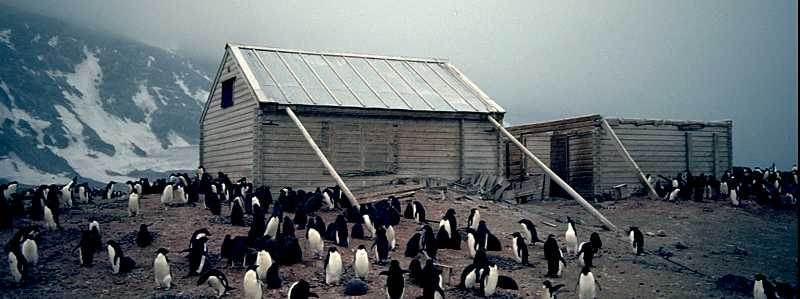
Fotografie chaty na mysu Adare. Ubytovna je vlevo.

## Borchgrevinkova stanice dnes
V Antarktidě se dodnes dochovala výzkumná stanice, kterou použil Borchgrevink k přezimování. Dnes je do výše jednoho metru zasypána guánem. Uvnitř se dochovala pec a pryčny, ale i drobnosti jako konzervy a přístroje. Stanice je každoročně navštěvována turisty. Některé společnosti se snaží získat prostředky na její záchranu.

## Dílo
- Närmest Sydpolen. Aaret 1900. København 1904
- Festland am Südpol. Breslau 1904
- First on the Antarctic Continent, being an Account of the British Antarctic Expedition 1898 - 1900. Londýn 1901